# 스코틀랜드들고양이
스코틀랜드들고양이(Scottish wildcat)는 유럽들고양이(학명: Felis silvestris silvestris)의 스코틀랜드 개체군이다. 과거에는 학명: Felis grampia 펠리스 그람피아[*]라는 별도의 학명이 있었다.
한때 그레이트브리튼섬 전역에 널리 서식했으나, 20세기 들어 서식지가 파괴되고 해수 취급을 받아 사냥당함으로 인하여 스코틀랜드 북동부로 서식지가 쪼그라들었다.
오늘날에는 야생화된 집고양이로 인해 유전자풀이 오염되어 치명적인 절멸위기에 놓였다. 최근 들어 조사된 표본에서는 집고양이와의 교잡 정도가 매우 높아서 사실상 야생에서는 이미 절멸한 것으로 여겨지고, 일부 보호센터 등지에서 극소수가 연명하고 있다.